# Дуглас, Льюис Уильямс
Льюис Уильямс Дуглас (англ. Lewis Williams Douglas; 2 июля 1894, Бисби, Аризона — 7 марта 1974, Тусон) — американский бизнесмен, политик и дипломат; член Демократической партии; конгрессмен от Аризоны с 1927 по 1933 год. 
Директор бюджетного управления в администрации президента Франклина Рузвельта — сторонник сохранения золотого стандарта; посол США в Великобритании с марта 1947 по ноябрь 1950 года.

## Работы
- The liberal tradition: a free people and a free economy (1935)
- There is one way out (1935)